# Анемия при беременности
Анемия при беременности — это уменьшение общего количества эритроцитов или гемоглобина в крови во время беременности или в послеродовой период, что ведёт к уменьшению способности крови переносить кислород. Анемия является чрезвычайно распространенным состоянием во время беременности и в послеродовом периоде во всем мире, что создает целый ряд рисков для здоровья матери и ребёнка. Симптомы со стороны матери могут включать в себя: одышку, усталость, бледность, пальпитацию сердца, головокружение, раздражительность и нарушения пищеварения. Существует множество хорошо известных последствий анемии для матери: повышение нагрузки на сердечно-сосудистую систему, снижение физической и умственной работоспособности, риск необходимости переливания крови во время или после родов, а также усталость и снижение выработки молока после родов. Дефицит железа при беременности также увеличивает риски преждевременных родов и рождения ребёнка с низким весом или со сниженным запасом железа.

## Диагностика
Диагноз может быть поставлен, основываясь на уровне гемоглобина, гематокрита или эритроцитов. Важно отметить, что справочные значения уровней для беременных женщин отличаются от таковых для обычного состояния. Кроме того, показатели для беременных могут часто меняться на протяжении срока беременности. Всемирная организация здравоохранения для анемии при беременности определяет общий показатель гемоглобина менее 110 г/л, однако отмечается, что во втором триместре уровень гемоглобина снижается на 5 г/л.
| Период              | Наличие анемии | Тяжёлая анемия |
| ------------------- | -------------- | -------------- |
| 1-й триместр        | менее 110 г/л  | менее 70 г/л   |
| 2-й и 3-й триместры | менее 105 г/л  | менее 70 г/л   |
| Послеродовой период | менее 100 г/л  | менее 70 г/л   |

Для анемии ВОЗ также определяет альтернативный показатель — уровень гематокрита менее 33 %.

## Профилактика
Согласно исследованиям профилактикой железодефицитной анемии может служить ежедневное дополнительное употребление до 60 мг элементарного железа включительно, что может снизить негативные эффекты от анемии во время беременности и после родов. Дополнительное употребление бо́льшего количества железа может приводить к нежелательным побочным эффектам. При этом практика назначения дополнительного железа всем беременным подряд не рекомендована.
Согласно существующим рекомендациям беременных с риском развития анемии должен назначаться анализ на ферритины, и в случае, если их уровень менее 30 нг/л, врачом может быть предложено дополнительное употребление железа. В случае дефицита железа при отсутствии анемии врачом может быть назначено употребление 65 мг железа ежедневно.

## Лечение
При лечении железодефицитной анемии во время беременности рекомендуется ежедневное дополнительное употребление 65—200 мг железа. В случаях лёгкой и умеренной форм обычно назначается пероральный приём, однако это может негативно сказываться на работе желудочно-кишечного тракта. В результате перорального приёма через 3—4 недели уровень гемоглобина может подняться на 20 г/л. Если пероральное железо не переносится либо оказалось неэффективным, назначается внутривенное введение железа, в результате чего запасы железа пополнятся в течение 1—2 дней, а нормализация уровня гемоглобина наступит через 1—3 недели.
В случае нормализации уровня гемоглобина употребление железа может продолжаться ещё в течение 3-х месяцев и по крайней мере в течение 6-ти недель для послеродового периода, чтобы восстановить запасы железа в организме.

## Эпидемиология
У здоровых женщин после нормальных родов распространённость анемии, когда уровень гемоглобина менее 110 г/л, через 1 неделю после родов составляет 14 % в случае получения дополнительного железа и 24 % — в противном случае.

### Комментарии
1. ↑  Согласно определению Центров по контролю и профилактике заболеваний США
2. ↑  Согласно определению ВОЗ